# Gallaecia
 (avril 2025).
Si vous disposez d'ouvrages ou d'articles de référence ou si vous connaissez des sites web de qualité traitant du thème abordé ici, merci de compléter l'article en donnant les références utiles à sa vérifiabilité et en les liant à la section « Notes et références ».

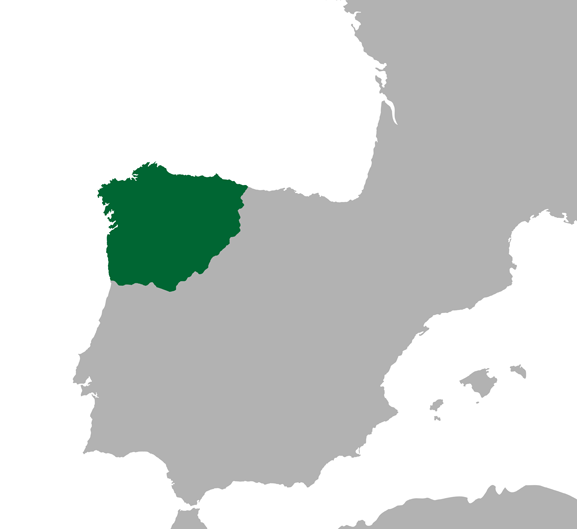
Division de l'Hispanie après à la réforme de Dioclétien

La Gallaecia (ou en français Gallécie) était une province romaine du nord-ouest de la péninsule Ibérique, correspondant au nord de l'actuel Portugal, aux actuelles communautés autonomes de Galice et des Asturies et aux actuelles provinces de León et de Zamora en Espagne. Sa capitale était Bracara Augusta (Braga).
Toutefois, on utilise le terme de Gallaecia pour désigner le nord-ouest de la péninsule Ibérique jusqu'à l'installation du royaume suève dans la région en 410, voire au-delà.

## Origine
Les Gallaeci font leur entrée dans l'histoire écrite au Ier siècle apr. J.-C., dans la poésie épique Punica de Silius Italicus sur la deuxième guerre punique d'une manière qui  est encore familière, deux mille ans après.

## Limites et composition

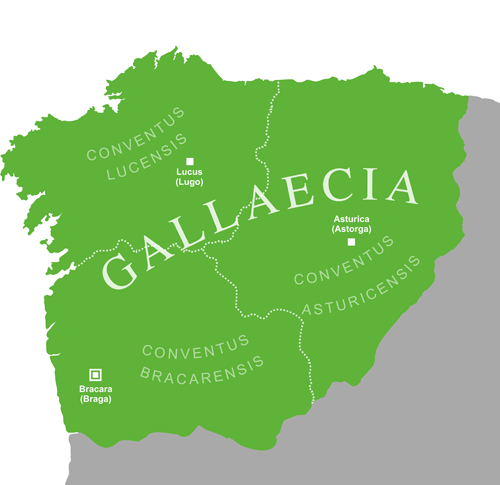
Carte approximative des conventus juridici de la Gallaecia après la réorganisation administrative de l'empereur Dioclétien.

### Réforme de Dioclétien
Entre les années 284 et 305, l'empereur Dioclétien réorganise le découpage administratif de l'Empire. Dans la Péninsule Ibérique sont créées deux nouvelles provinces la Gallaecia et la Carthaginoise à partir de celles qui existaient déjà  la Bétique, la Tarraconaise et la Lusitanie.
La Gallaecia devenue province romaine après la réforme de Dioclétien était composée de trois conventus juridici :
- Conventus Bracarensis, capitale à Bracara Augusta (Braga), et comprenait le nord du Portugal jusqu'au fleuve Douro, le sud de la province de Pontevedra et la quasi-totalité de la province d'Ourense.
- Conventus Lucensis, capitale à  Lucus Augusti (Lugo), correspondait à la province de La Corogne, à la province de Lugo, au nord de la province de Pontevedra, à une partie de la province d'Ourense, et à la partie occidentale des Asturies.
- Conventus Asturiensis, capitale à Asturica Augusta (devenue Astorga), correspondait à la partie nord orientale du Portugal, l'extrémité est de la province d'Ourense, la partie ouest de la province de Zamora, la province de León et en grande partie les Asturies.

### Extension:IVe/VIesiècles

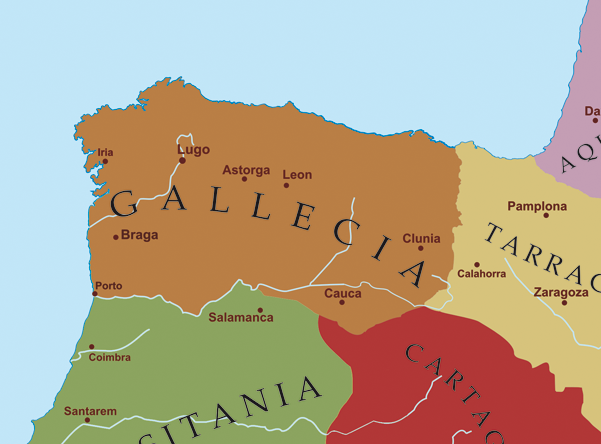
Nord-ouest de la péninsule ibérique au Ve siècle à la veille de l'arrivée des peuples germaniques.

Dès la fin du IVe siècle jusqu'au début du VIe siècle, la province de Gallaecia de l'Empire romain d'Occident s'est étendue sur tout le Nord-Ouest de la péninsule Ibérique, depuis les côtes cantabriques au nord, jusqu'au fleuve Duero et le Système Central au sud, grâce à l'incorporation dans la Gallaecia du Conventus Cluniensis, qui auparavant avait appartenu à la province tarraconaise, et avait pour capitale  la ville de Clunia.
Par les descriptions de nombreux auteurs de l'époque comme Paul Orose, Hydace de Chaves ou saint Isidore nous connaissons quelques-unes des régions humaines et géographiques de la province romaine de Gallaecia  :
- Cantabria, région montagneuse située dans le Conventus Cluniensis où  vivaient les Cantabres.
- Campus Gallaeciae (Champs de Galice), longue plaine située entre le Conventus Asturicensis et le Conventus Cluniensis, anciennement habitée par les Vaccéens, connue actuellement sous le nom de Tierra de Campos, dans l'actuelle Castille-et-León.
- Asturia, région coïncidant grosso modo avec le Conventus asturicensis habité par les Astures.
- Pars Gallaeciae (Parties de Galice), était la région nettement galicienne composée par le Conventus Lucensis et le Conventus Bracarensis, en étant le noyau  de la Gallaecia.

Bracara Augusta est demeurée capitale provinciale de toute la Gallaecia jusqu'à l'arrivée des Suèves, moment où elle a abrité la cour du royaume naissant.
Le royaume suève sera composé globalement du conventus Bracarensis  et du conventus Lucensis et de la partie ouest du conventus Asturiensis. Ces trois conventus recoupent un territoire qui sera souvent appelé même improprement la Gallésie jusqu'à la fin du XVe siècle.

## Patrimoine
- Muraille de Lugo
- Pont romain d'Orense
- Trophée de Pompée
- Vía de la Plata et Via Augusta (Augusta Emerita (Mérida)/- Asturica Augusta (Astorga)
- Via XVIII ou via Nova
- Via XIX (Braga-Astorga)
- Via XX (Braga-Astorga)
- Via XXV (Mérida-Saragosse)

#### Antiquité romaine
- Province romaine, Gouverneur romain,
- Liste de voies romaines,
- Antiquité tardive, Notitia dignitatum,
- Liste des diocèses de l'Empire romain tardif, Liste des provinces du Bas-Empire